# گرشم‌پارک (جورجیا)
گرشم‌پارک (به انگلیسی: Gresham Park) یک منطقهٔ مسکونی در ایالات متحده آمریکا است که در شهرستان دیکلب، جورجیا واقع شده‌است. گرشم‌پارک ۷٫۳ کیلومتر مربع مساحت و ۷٬۴۳۲ نفر جمعیت دارد و ۲۷۴ متر بالاتر از سطح دریا واقع شده‌است.